# Faaborg-Midtfyn
Faaborg-Midtfyn (em dinamarquês: Faaborg-Midtfyn Kommune; anteriormente Fåborg-Midtfyn) é um município (kommuner) da região da Dinamarca do Sul, na Dinamarca. Abrange uma área de 638 km2 e tem uma população total de 52.284 (2025).
Em 1 de janeiro de 2007, o município de Faaborg-Midtfyn foi criado como resultado do Kommunalreformen (Reforma Estrutural da Dinamarca), composto pelos antigos municípios de Broby, Ringe, Aarslev, Ryslinge e Faaborg.

## Locais
As dez maiores áreas urbanas do município são:
| Maiores cidades e vilas em Município de Faaborg-Midtfyn |                  |
| Nome                                                    | População (2024) |
| Faaborg                                                 | 6.867            |
| Anel                                                    | 6.729            |
| Årslev                                                  | 4.367            |
| Nørre Lyndelse                                          | 2.325            |
| Ryslinge                                                | 1.876            |
| Kværndrup                                               | 1.705            |
| Nørre Broby                                             | 1.485            |
| Gislev                                                  | 1.252            |
| Brobyværk                                               | 1.081            |
| Vejle                                                   | 1.058            |

## Política
O conselho municipal de Faaborg-Midtfyn é composto por 25 membros, eleitos a cada quatro anos. O conselho municipal tem seis comitês políticos.

### Conselho municipal
Abaixo estão os conselhos municipais eleitos desde a Reforma Municipal de 2007 .
| Eleição                                     | Partido | Partido | Partido | Partido | Partido | Partido | Partido            | Partido | Partido                | Assentos totais | Prefeito eleito     |
| ------------------------------------------- | ------- | ------- | ------- | ------- | ------- | ------- | ------------------ | ------- | ---------------------- | --------------- | ------------------- |
| Eleição                                     | A       | B       | C       | F       | L       | O       | V                  | Ø       | Å                      | Assentos totais | Prefeito eleito     |
| 2005                                        | 11      | 1       | 2       | 2       |         | 2       | 11                 |         |                        | 29              | Bo Andersen (V)     |
| 2009                                        | 12      |         | 2       | 4       | 2       | 9       | Hans Jørgensen (A) |         |                        | 29              |                     |
| 2013                                        | 7       |         | 2       | 1       | 4       | 10      | 1                  | 25      | Christian Thygesen (V) |                 |                     |
| 2017                                        | 8       | 2       | 1       | 1       |         | 4       | 7                  | 25      | 1                      | 1               | Hans Stavnsager (A) |
| Dados de Kmdvalg.dk 2005, 2009, 2013 e 2017 |         |         |         |         |         |         |                    |         |                        |                 |                     |

## Links externos
- Site oficial (em dinamarquês)